# Грб Аугустова
Грб Аугустова је граду дао краљ Зигмунт II Аугуст 1557. године, када му је доделио градски статус.

## Симболика
На краљевском грбу града налазе се:
- црвена подлога - црвена боја симболизује власт,
- Круна Великог кнеза Литваније - показује да је Зигмунт био и краљ Литваније, а Аугустов је лежао на граници Пољске и Литваније,
- Укрштена златна слова S и A - монограм Зигмунта Аугуста
- мања златна слова P и R - скраћеница Poloniae Rex, тј. краљ Пољске